# Сухов, Пётр Фёдорович
Пётр Фёдорович Сухов — большевик, участник Гражданской войны, командир красногвардейского отряда, действовавшего летом 1918 года в Алтайских горах.

## Биография
Пётр Сухов родился в 1884 году в семье счетовода из Верх-Уральского завода. В 1915 году был вовлечён в революционную деятельность, после чего последовал первый арест и увольнение.
Уехал в Сибирь, в маленький шахтёрский поселок Кольчугино. В феврале 1917 года Сухов вступил в РСДРП(б), стал секретарём местного Совета депутатов и начальником штаба Красной гвардии.
С началом восстания чехословаков участвовал в боях под Юргой, Топками, Арлюком. Сил большевиков в Кузбассе оказалось недостаточно, поэтому двести бойцов под началом Петра Сухова двинулись через Салаирский хребет и тайгу в Барнаул, чтобы вместе с алтайскими большевиками продолжить борьбу за советскую власть.
15 июня 1918 года на станции Алейская барнаульские, каменские, кольчугинские повстанцы объединились в один сводный отряд. Командиром был избран П. Ф. Сухов. Первоначально предполагалось, что отряд будет двигаться в сторону Омска, где, как считалось, продолжала сохраняться Советская власть. Но в районе станции Карасук было получено сообщение, что Омск находится в руках белых. Отряду оставался только один путь — на юг, через Горный Алтай, Монголию, Китай в Семиречье, на соединение с частями Красной армии Туркестанского фронта. В этом направлении у белых не было крупных соединений, а у местного населения можно было реквизировать коней и продовольствие. В течение двух месяцев, в постоянных стычках с местным населением, по степям Кулунды вёл Сухов свой отряд в сторону Китая, создавая, где только мог из местной бедноты органы советской власти. На своем пути отряд Сухова проходил через село Красноярское, где встретился с отрядом местных крестьян-повстанцев, под названием «Боевые орлы». По воспоминаниям начштаба этого отряда Чепуштанова А. Е.: «О прибытии отряда нами было оповещено население сёл волости, заготовлены продукты, хлеб, масло, мясо. Ко времени прибытия отряда Сухова в центр волостного села Красноярки съехалось много крестьян. Для встречи суховцев выстроился отряд „Боевых орлов“ новоалейцев. …Для усиления вооружения нашего отряда из отряда Сухова получено около ста винтовок и один станковый пулемёт. Это вооружение воодушевило не только бойцов отряда, но и всё население волости».
6 августа у Тележихи отряд Сухова был окружён специально с целью его ликвидации снаряженной правительством белых Алтайской экспедицией войскового старшины В. И. Волкова. В ходе боя, продолжавшиеся целые сутки, отряд Сухова не смог удержать своих позиций и к вечеру начал в панике отступать через гору Будачиху. Этим путём сумели уйти только 400 красногвардейцев, и поражение под Тележихой имело для отряда Сухова роковые последствия: бойцы были морально сломлены и начали даже роптать против своих командиров, которые «потеряли всякое доверие в глазах красногвардейцев». От Тележихи остатки отряда Сухова двинулись по маршруту Топольное - Усть-Мута - Яконур - Усть-Кан - Сугаш-Абай - Усть-Кокса - Катанда - Тюнгур. С большим трудом красногвардейцы Сухова выбрались из гор на Уймонский тракт и двинулись по направлению Катанды, где их уже поджидал прибывший из Улалы белый отряд под командой поручика Любимцева. Привлекая местное казачество и возмущённое произволом красногвардейцев [источник?] местное население, Любимцев устроил недалеко от Тюнгура две засады: первую в самом узком месте, при впадении в Катунь горной речушки Деты-Кочко, и другую, на правом берегу Катуни, у заимки Туралдинки. В каждой засаде поставили по пулемёту. Первая засада должна была остановить продвижение красных вперёд, вторая — отрезать обратный путь в Тюнгур. Кроме того, в самом Тюнгуре был скрыт отряд из местного населения в четыреста ружей. К 10 августа Сухов попал в казачью ловушку, продвигались по самому узкому месту вдоль реки под крутизной горы Байды (Бай-туу). В течение дня суховцы гибли в бесплодных поисках какого-либо укрытия, а с наступлением сумерек остатки отряда вразброд начали подниматься по склонам горы и были выловлены вооружёнными отрядами из местного населения и подоспевшими казаками войскового старшины Волкова. Их разоружали и вели в штаб белых, где их ожидала смерть. На четвёртый день братьями Кудрявцевыми был арестован и сам красный командир Сухов, в чьём обозе было найдено много всякого добра: серебро, золото, ценные вещи, реквизированные красногвардейским отрядом в ходе его двухмесячного похода у местных жителей [в указанном источнике нет информации об обозе].
Из всего отряда выжил только Иван Долгих, он содержался в плену в Катанде, затем бежал.
Красногвардейцы похоронены в братской могиле у села Тюнгур.

## Память
Именем Петра Сухова названы улицы в Горно-Алтайске, Барнауле , Солонешном, Салаире и Ленинске-Кузнецком. На месте его расстрела в селе Тюнгур установлен памятный знак. На Чуйском тракте в районе поселка Белый Бом сооружена мемориальная стела. Памятный знак на месте разгрома отряда в урочище Деты-Кочек. В Тележихе в 1982 г. в память о боях августа 1918 г. установлен бюст П. Сухову.